# عشاء بوكير
عشاء بوكير (بالفرنسية: Le Souper de Beaucaire)‏ هو كُتيّبٌ سياسيٌّ كتبه نابليون بونابارت عام 1793، أي بعد أربعة أعوام من اندلاع الثورة الفرنسية، إبان انتشار الحرب الأهليّة في شتى أنحاء فرنسا بين فصائل سياسيّة مُتعدّدة.
كان نابليون مُشاركاً في ذلك الوقت في أعمالٍ عسكريّةٍ لصالح الحكومة ضدّ بعض المدن المُتمرّدة في جنوب البلاد، وفي عام 1793 التقى بأربعة تُجّارٍ من الجنوب الفرنسيّ وتبادلوا وجهات النظر. كان موقف نابليون في هذا الحوار موقف الجُنديّ المُخلص للجمهوريّة، فردّ على ما طرحه التُجّار بما من شأنه أن يُبدّد مخاوفهم ويُظهر الخطأ في آرائهم. وكتب هذه المُحادثة فيما بعد على شكل كُتيّبٍ داعياً إلى إنهاء الحرب الأهليّة.

## خلفية
تولّى المؤتمر الوطني الفرنسي السلطة التنفيذية في البلاد خلال الثورة الفرنسية وبعد إعدام الملك لويس السادس عشر. كان من تبِعات الثورة أن ظهر نادي اليعاقبة عام 1790، وهو حزبٌ سياسيٌّ فرنسيٌّ ضمّ أعضاءاً نافذين، مثل ماكسميليان روبسبيار وجورج دانتون، استطاعوا تأمين سيطرة الحكومة ومواصلة الثورة لتحقيق أهدافهم الخاصّة؛ فتمخّض عن ذلك عهد من الإرهاب. وأدّت السياسات القمعيّة التي مورِست إلى التمرّد في مناطق كثيرةٍ من فرنسا، بما فيها المدن الثلاث الكبرى بعد العاصمة باريس: ليون ومارسيليا وتولون في جنوب البلاد.
عارض سكّان الجنوب الحكومة المركزيّة والمراسيم الصادرة عنها وعمدوا إلى التمرّد. كانت فرنسا ما قبل الثورة مُقسّمةً إلى مُقاطعات ذات حكومات محليّة، ولكنّ الحكومة بعد الثورة قامت بإعادة تنظيم البلاد عام 1790، فقسّمتها إلى أقاليم إدارية؛ بهدف حلّ مُشكلة التوزيع غير العادل للثروة الفرنسيّة التي كانت خاضعةً للإقطاعيين إبان الحكم الأرستقراطي الملكي.

## التمرد في جنوب فرنسا

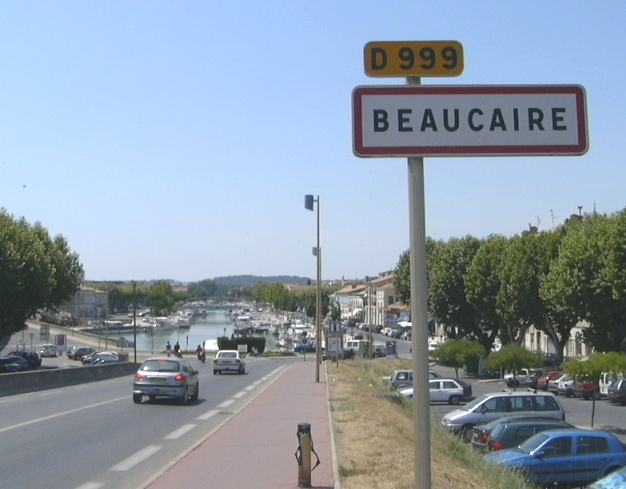
مدخل بوكير من تاراسكون في الوقت الحاضر.

كان الكابتن نابليون بونابرت -ضابط المدفعيّة في ذلك الوقت- ممن اختير في يوليو 1793 للعمل تحت قيادة جان بابتيست كارتو لمواجهة المتمرّدين القادمين من مارسيليا والقابعين في أفينيون، وهو المكان الذي كانت تُخزّن فيه الذخائر التي يحتاجها جيش إيطاليا الفرنسي. هاجمت قوّات كارتو عناصر الحرس الوطنيّ المُتمرّدين، ما أفضى إلى مقتل العديد من المواطنين أثناء الحصار، إلى أن تمكّنوا أخيراً من الاستيلاء على المدينة والوصول إلى إمدادات الجيش. سافر نابليون بعد ذلك إلى مدينة تاراسكون المُجاورة بُغية جلب عرباتٍ لنقل الذخائر. زار نابليون بعد ذلك بوكير الواقعة على الضفّة المٌقابلة للنهر، حيث كان يُقام معرضٌ سنويٌّ هناك. وصل نابليون بوكير يوم 28 يوليو آخر أيّام المعرض، وذهب إلى حانةٍ هناك تناول فيها طعام العشاء برفقة أربعةٍ من التُجّار: اثنين من مارسيليا وواحدٌ من مونبلييه وواحدٌ من نيم، وتجاذب الخمسة أطراف الحديث.
تناقش نابليون في ذلك المساء مع التُجّار الأربعة بخصوص الثورة وما تبعها من تمرّدٍ ونتائجها. دعم نابليون -بصفته نصيراً للجمهوريّة- قضيّة اليعاقبة، وأوضح للتُجّار فوائد الثورة، كما دافع عمّا قام به كارتو في أفينيون. في حين أعرب أحدُ التاجرين المارسيليّين عن آرائه المُعتدلة بخصوص الثورة، وأبدى عن الأسباب التي تجعله داعماً للحرب الأهليّة لمواجهة الحكومة المركزيّة. شدّد هذا التاجر على أنّ مارسيليا لم تتمرّد دعماً للنظام الملكيّ البائد، إنّما فعلت ما فعلته لمُعارضتها لسياسات الحكومة المركزيّة التي أدان مراسيمها واعتبر ما تقوم به من عمليّات إعدام أمراً غير قانونيّ. أمّا نابليون فقد خلُص في حديثه إلى أنّه يجب على أهل مارسيليا رفض المبادئ والأفكار المُعادية للثورة وتبنّي دستور الجمهورية الفرنسية من أجل إنهاء الحرب الأهليّة والسماح للجيش النظاميّ باستعادة فرنسا.
وبعد انتهاء الحوار شرب الخمسةُ الشامبانيا حتى الساعة الثانية بعد مُنتصف الليل، وكان ذلك على حساب التاجر المارسيليّ.

## النشر
كتب نابليون كُتيّباً سياسيّاً أسماه عشاء بوكير (بالفرنسية: Le souper de Beaucaire)، وكان ذلك بعد تلك الأحداث بفترةٍ وجيزةٍ، ومن المُحتمل أن يكون يوم 29 يوليو عندما كان لا يزال في بوكير. تمثّل مُحتوى الكُتيّب في مُحادثةٍ بين جُنديّ وأربعة تُجّار يعرض فيها آراءهم المُعادية للثورة مُبدّداً إيّاها.
قرأ هذا الكُتيّب أوغسطين روبسبيار شقيق ماكسميليان روبسبيار وأُعجب بسياقه الثوريّ. ومع أنّ تأثير الكُتيّب في نفوس المُتمرّدين كان ضئيلاً، إلّا أنّه أسهم في دفع مسيرة نابليون المهنيّة للأمام. كما جذب طموح نابليون السياسيّ - كما ظهر في عشاء بوكير - اهتمام كريستوف ساليسيتي، وهو سياسيٌّ من مواليد جزيرة كورسيكا وصديقٌ لعائلة نابليون، فعمل على نشر الكُتيّب وتوزيعه. وبذلك كان لكريستوف، بالإضافة إلى أوغسطين روبسبيار، دوراً في ترقية نابليون ليُصبح من كبار جنود المدفعيّة في تولون.
ذكر سكرتير نابليون الخاص لويس دي بورين في سيرة نابليون الذاتيّة (مُذكّرات نابليون بونابرت) أنّ عشاء بوكير طُبعت على شكل كتاب، وصدرت الطبعة الأولى منه على حساب خزينة الدولة في شهر أغسطس من سنة 1798، في حين صدرت الثانية عام 1821 بٌعيْد وفاة نابليون. وقال لويس أيضاً: «عندما قام بونابرت -الذي كان برتبة قائد كتيبة- بأولى حملاته، والتي تكلّلت بإسهامه إسهاماً جوهريّاً في الاستيلاء على تولون كنتُ أنا غائباً عن فرنسا. وبالتالي فإنّه ليس لديّ معرفةٌ شخصيّةٌ بهذه الفترة من حياته، ولن أتحدّث عنها بصفتي شاهد عيان. ولكنّني سأقتصر على ذكر بعض الحقائق التي من شأنها أن تملأ هذه الفجوة الزمنيّة (1793 - 1795)، ومصدر هذه الحقائق أوراقٌ سلّمني إيّاها نابليون شخصيّاً. وهناك من بين هذه الأوراق عملٌ صغيرٌ بعنوان» عشاء بوكير«كلّف نابليون شراء نُسَخِه ثمناً كبيراً، ولكنّه تخلّص منها عندما بات القنصل الأول».